# Aline Figueiredo
Aline de Figueiredo Espíndola (Corumbá, 9 de abril de 1946) é uma professora de história da arte, artista visual e crítica de arte brasileira.

## Biografia e carreira
Aline Figueiredo é graduada em direito pela Federação Universitária Católica de Mato Grosso. Ela é considerada um dos principais nomes da história das artes e da cultura de Mato Grosso das últimas cinco décadas. Em 1966, então com 20 anos de idade, reuniu 17 artistas para a “Primeira Exposição de Pintura dos Artistas Mato-grossenses” em Campo Grande. Tal exposição, atualmente, é considerada como o marco de um novo momento para a cena artistica local.
Foi responsável pela mobilização que levaria à criação do Museu de Arte e Cultura Popular da Universidade Federal de Mato Grosso, cujo acervo é um dos mais importantes do estado. Figueiredo também liderou a movimentação que levou ao surgimento do Ateliê Livre da Fundação Cultural de Mato Grosso.
Atuou como organizadora de algumas edições do Salão Jovem Arte Mato Grossense.
Figueiredo é autora de diversos livros. Entre eles: Artes Plásticas no Centro-Oeste (1979) pelo qual recebeu o Prêmio Gonzaga Duque da Associação Brasileira de Críticos de Arte (ABCA); Arte Aqui é Mato (1990); A Propósito do Boi (1994) que lhe rendeu o Prêmio Alejandro José Cabassa, oferecido pela União Brasileira de Escritores (UBE); Dalva Maria de Barros – Garimpos da Memória (2001) recebendo por esse livro o Prêmio Sérgio Milliet, da Associação Brasileira de Críticos de Arte; Animação Cultural e Inventário do Acervo do Museu de Arte e de Cultura Popular da UFMT (2010) essa publicação foi indicada ao Prêmio Jabuti.